# Municipio di Głogów
Il municipio di Głogów (in polacco: Ratusz w Głogowie) è un edificio amministrativo situato a Głogów, in Bassa Slesia, in Polonia.

## Storia
Le origini del municipio risalgono alla fine del XIII secolo, ai tempi dell'incorporazione della città nei domini di Corrado I di Głogów, quando fu costruita una torre d’avvistamento. Nel tempo l'edificio fu ampliato e, nel 1349, fu costruito il municipio a due ali in mattoni. L'edificio fu danneggiato da incendi nel 1420, nel 1433 e, in modo ancora maggiore, nel 1574. Dopo quest'ultimo, il municipio fu ricostruito in stile rinascimentale, mentre la torre fu coronata da una cupola. L'aspetto dell'edificio in quel periodo venne immortalato nel XVIII secolo da un disegno di Friedrich Bernhard Werner, pubblicato nella Topographia Seu Compendium Silesiae.
Il municipio perse la sua forma rinascimentale durante l'accurata ricostruzione del 1832-1835, progettata dall'architetto A. Soller. In quel periodo furono create due ali in stili differenti: l'ala occidentale, con caratteristiche neoclassiche prussiane, e l'ala orientale, costruita in stile fiorentino secondo la moda dell'epoca.
Nel XIX secolo l'orologio della torre del municipio aveva le lancette invertite: quella grande indicava le ore, quella piccola i minuti. Per questo motivo fu causa di frequenti litigi e incomprensioni tra i visitatori e la gente del posto, ma gli abitanti di Głogów provavano una forma di orgoglio, trattando l'orologio come un segno distintivo della loro città. Successivamente il municipio fu dotato di un orologio realizzato dalla fabbrica Glogau Weiss, che vinse la medaglia d'oro all'Esposizione universale di Vienna del 1873.
Il 5 marzo 1933 uno stendardo con la svastica nazista fu fissato per la prima volta sul municipio di Głogów. Nella seconda guerra mondiale, durante i combattimenti per Głogów, nel 1945, il municipio fu gravemente danneggiato: ne rimasero solo le parti inferiori della torre.
Nel gennaio 1984 la locale amministrazione comunale prese la decisione di ricostruire il municipio nella forma che aveva dopo la riedificazione del 1835: i lavori iniziarono nel maggio dello stesso anno, mentre il loro costo totale fu di 14 milioni di PLN, nel corso di 18 anni. L'ala occidentale dell'edificio è stata completata nel 2000 e, dal 2002, il municipio è tornato a servire i residenti della città in quanto sede degli uffici municipali. 

## Struttura
La torre, alta 80,35 m (la torre municipale più alta della Slesia e la seconda più alta della Polonia, dopo quella del municipio di Danzica), è stata ricostruita nel 1994-1996 sulla base dell'originale del 1720, benché più bassa di 13 cm. Ha la base quadrata, divenendo di forma ottagonale più in alto. Nel 2016 è stata indetta la gara per il restauro dell'intonaco della torre. È stato restaurato anche l'orologio, dal diametro dei quadranti di 3,55 m. La balconata panoramica si trova a 47,07 m di altezza.
Nell'ala orientale, al primo piano, sono stati conservati i preziosi interni, risalenti principalmente al periodo a cavallo tra il Gotico e il Rinascimento. Una delle stanze ha la volta a rete sostenuta da una colonna centrale. La stanza adiacente è decorata con una volta di cristallo. 
Dalla torre del municipio trasmette il programma Radio Elka Głogów (89,6 MHz; ERP 0,2 kW).